# Důl Rovnost
Důl Rovnost je bývalý důl poblíž města Jáchymov. Původně se v tomto dole – podobně jako v dalších částech jáchymovského důlního revíru – těžilo stříbro, kobalt, zinek. Po vytěžení těchto nerostů a mnohaleté stagnaci začal být v 19. století využíván výhradně k těžbě uranové rudy. Důl byl zbudován západně nad Jáchymovem, v místě původně zvaném Zimmerhöhe, dnes Důlní vrchy. V bezprostřední blízkosti důlního areálu stával v letech 1940–1961 zajatecký a posléze trestanecký pracovní tábor Rovnost.

## Historie dolu
Důl byl založen v roce 1792 pod názvem Rudolfova jáma (podle císaře Rudolfa II.). V roce 1850 byl přejmenován na Důl Werner na počest profesora Báňské akademie ve Freibergu – geologa Abrahama Gottloba Wernera (1749–1817). Nový název Rovnost dostal důl až po druhé světové válce, kdy zde vznikl závod Rovnost I, n. p. Jáchymovské doly.
Těžní jáma dolu Werner-Rovnost bývala před svým zatopením nejhlubším dolem na Jáchymovsku. Jeho dvanácté patro leželo v hloubce 707,7 metrů. Překopem ve XII. patře (v nadmořské výšce 262 metrů, zatímco na povrchu je výška zhruba 925 m n. m.) byl tento důl spojen s dolem Svornost. 
Radioaktivní voda z dolu byla používána k terapeutickým účelům již na počátku 20. století. První radonové lázně na světě, využívající vodu z tzv. Štěpových pramenů na patře Daniel u jámy Rovnost, byly zřízeny v domě čp. 282 jáchymovského pekaře Kühna v roce 1906. Zpočátku byly v těchto „lázních“ jen dvě vany a voda sem byla donášena v putnách. V roce 1908 bylo vybudováno potrubí do kabin, zřízených v uranové továrně. Od roku 1911 v Jáchymově  sloužila veřejnosti k léčbě důlní radonovou vodou nová lázeňská budova.

## Zajatecké a trestanecké tábory u dolu Werner-Rovnost

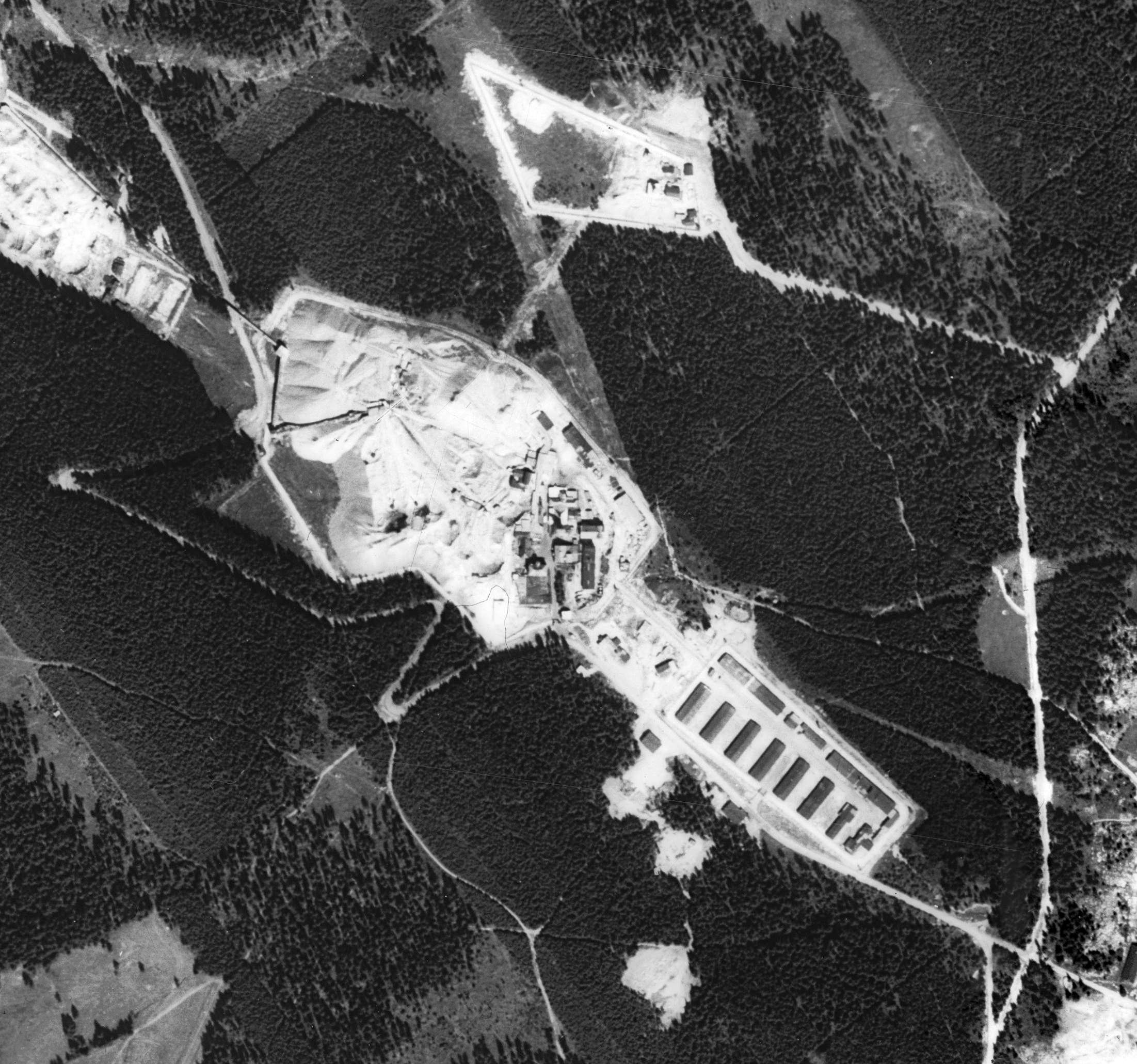
Důl s trestaneckým táborem na ortofotomapě z 50. let 20. století

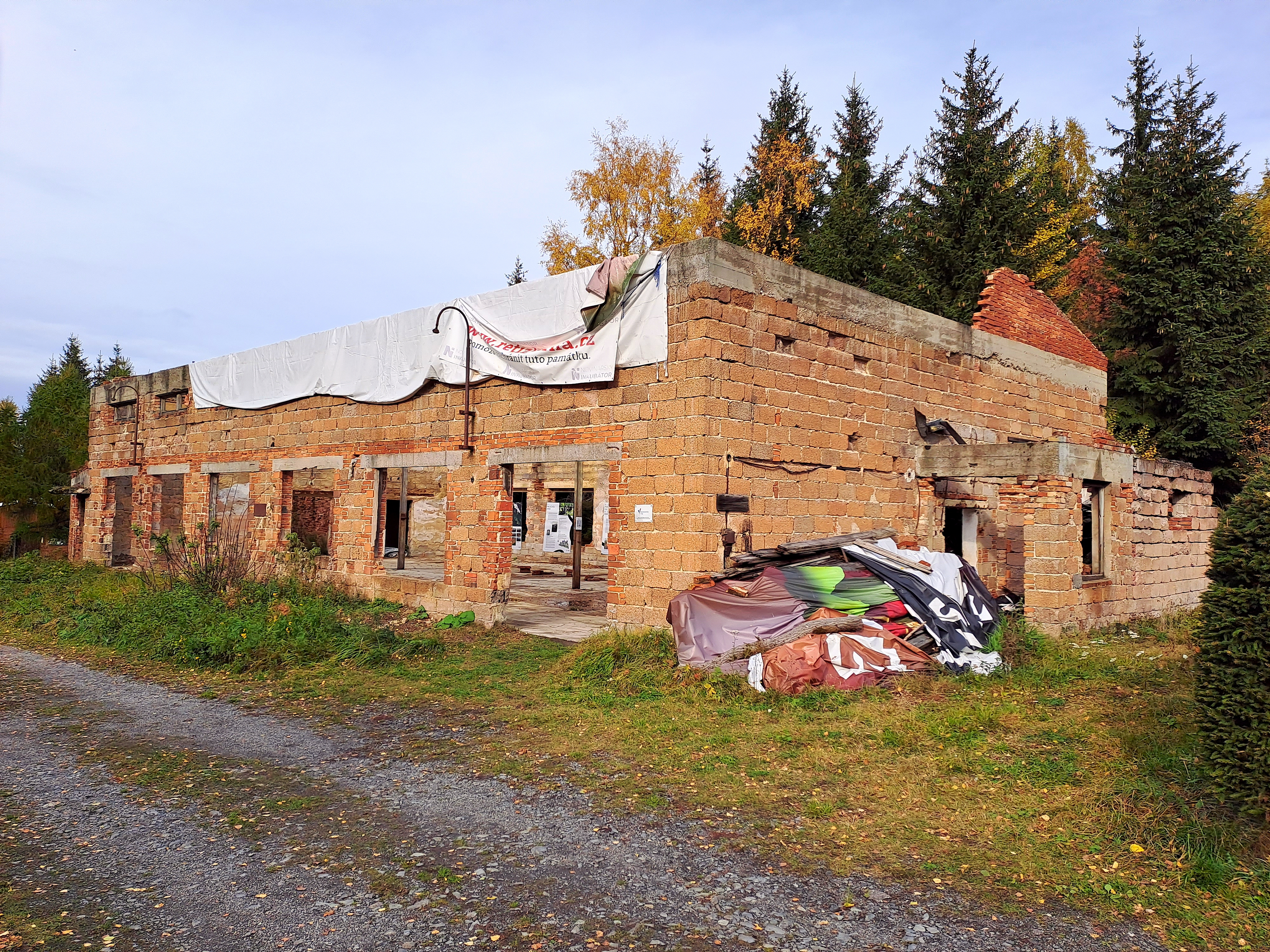
Řetízková šatna v říjnu 2023

V letech 1940–1961 byli k těžbě zdejší uranové rudy využívány i nesvobodné pracovní síly. Nejprve šlo mezi roky 1940–1945 o válečné zajatce ve správě nacistických složek, od roku 1946 do roku 1949 zde naopak byli nasazeni němečtí zajatci ve správě sovětských orgánů. Zajatci byli ubytováni v provizorních zajateckých ubikacích, postavených přímo v důlním areálu. Na podzim 1949 byli dosavadní zajatci vyměněni za soudně odsouzené trestance – vězně kriminální, retribuční a politické.
Poslední vězeňská směna fárala na dole Rovnost I dne 28. dubna 1961. Civilní horníci v těžbě na Rovnosti ještě několik měsíců pokračovali. Veškerá důlní činnost byla na dole Rovnost I zastavena k červenci 1962. Celý důlní areál byl následně zlikvidován. Vstup do důlní šachty byl ohrazen, nikoli však zasypán. Díky převýšení mezi jednotlivými jáchymovskými štolami totiž šachta Rovnost funguje jako odvětrávající komín pro důl Svornost. Většina důlních budov v areálu dolu Rovnost I, včetně hlavní reprezentativní prvorepublikové vily, byla srovnána se zemí. Několik zbývajících technických domků bylo přebudováno na rodinné rekreační objekty.
Takzvaná řetízkárna, sloužící k převlékání trestanců, zůstala nevyužita. Velká budova u důlního areálu, která dříve patřila Sboru národní bezpečnosti (SNB), je v provozu jako hotel Berghof. Okolo dolu vede naučná stezka Jáchymovské peklo.

## Palečkův hrad
Jako takzvaný Palečkův hrad je označována asi 150 centimetrů vysoká zahradní miniatura gotického hradu, jejíž torzo dodnes stojí v areálu bývalého jáchymovského uranového dolu Rovnost I. Tato drobná stavba, která se nachází jen asi 35 metrů jihozápadně od ruin tzv. řetízkárny, je součástí rozsáhlé jáchymovské mytologie a muklovských legend.

### Legenda
Podle často citovaných spekulací některých publicistů a některých bývalých politických vězňů si maketu hradu nechal pro zkrášlení táborového apelplacu od místních trestanců postavit sadistický velitel tábora Rovnost, náčelník František Paleček, známý též jako Albín Dvořák.

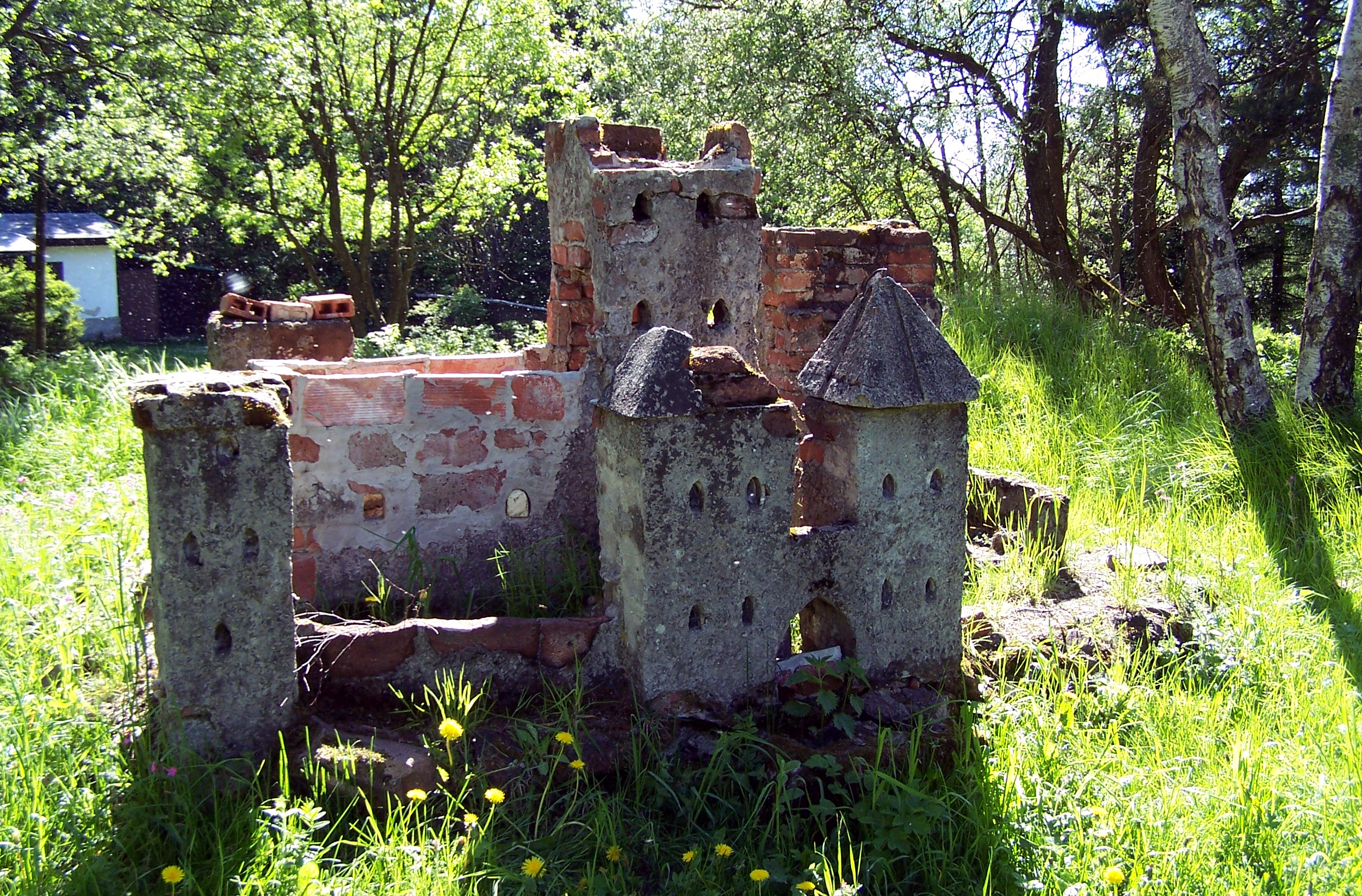
Takzvaný Palečkův hrad, nebo též Fuchsburg, stojí mimo areál bývalého trestaneckého tábora

### Fakta
Přesné datum vzniku Palečkova hradu není známo. Doposud se podařilo dohledat pouze vězně, kteří už stavbu znali postavenou. Z jejich vzpomínek lze vyvodit předpoklad, že hradní maketa vznikla zřejmě před rokem 1956. Svědectví vězňů, kteří by pamatovali přímo vznik stavby však zřejmě nikdy nebylo zdokumentováno. S jistotou proto nelze tvrdit, že stavba vznikla v době, kdy na Rovnosti působil František Paleček.[ve zdroji nenalezeno] Nejstarší známá fotografie Palečkova hradu pochází až z přelomu padesátých a šedesátých let.
Jednoznačně lze naopak vyvrátit tvrzení o instalaci Palečkova hradu a zřejmě i účel stavby. Navzdory mnoha šířeným dezinterpretacím totiž miniatura hradu nestojí na místě bývalého táborového apelplacu (na místě ústředního sčítacího nástupiště), ale zcela mimo bývalý táborový areál. Maketa hradu byla postavena na volném prostranství důlního závodu Rovnost I n. p. Jáchymovské doly, které bylo od táborového areálu odděleno dvojitým plotem, a trestanci do těchto míst neměli volný přístup (pokud sem nebyli přiděleni na povrchové práce).
Dostupné fotografie z počátku šedesátých let dokládají, že zahradní miniatura gotického hradu byla součástí odpočinkové zóny, vytvořené pro relaxaci civilních horníků Jáchymovských dolů během druhé poloviny padesátých let. Stavba tedy nevznikla za účelem zkrášlení trestaneckého tábora, ale jako součást vznikající relaxační zahrady civilní části podnikového areálu. Popud ke vzniku okrasné stavby tak nemusel dát náčelník sousedního trestaneckého tábora, ale civilní management důlního podniku.

### Fuchsburg
Vedle označení Palečkův hrad, se lze rovněž setkat s označením Fuchsburg (Fuchsův hrad). Tento název je odvolávkou na obávaného náčelníka zdejšího trestaneckého tábora Františka Palečka, respektive na jeho pomocníka, retribučního vězně Richarda Fuchse, který byl na Rovnosti vězněn mezi roky 1949 až 1955. Jako příslušník táborové samosprávy získal autoritu nad ostatními vězni, kterou zneužíval a spoluvytvářel systém táborové šikany. Zda se nějakým způsobem účastnil dozoru nad vznikem stavby, nelze však opět nijak blíže doložit.

### Ohlasy v kultuře a umění
Palečkův hrad u tábora Rovnost je námětem divadelní hry Lenky Lagronové Chytání Vídně. Ve světové premiéře hru v červnu 2022 uvedla Reduta, scéna Národního divadla Brno, v režii Radovana Lipuse.